# It's for You (canción de Niamh Kavanagh)
«It's for you» (en español: Es por ti) es una canción interpretada por Niamh Kavanagh y que representó a Irlanda en el Festival de la Canción de Eurovisión 2010, quedando en 23.ª Posición con 25 puntos. El tema fue seleccionado el 5 de marzo, durante el Eurosong 2010, recibiendo las máximas puntuaciones por parte del público y cada uno de los seis jurados expertos.
Kavanagh fue ganadora del Festival de la Canción de Eurovisión 1993 celebrado en Millstreet, Irlanda con el tema In Your eyes, en español: En tus ojos dotado con 187 puntos. Esta sería la segunda victoria seguida de Irlanda, a la que le continuaría una tercera en 1994 con el tema Rock 'n' Roll Kids interpretada por Paul Harrington y Charlie McGettigan. Hasta la fecha, y desde el inicio del Festival de Eurovisión en 1956, Irlanda es el único país que ha ganado tres años seguidos (1992, con Linda Martin, 1993, con Niamh Kavanagh, y 1994, con Paul Harrington y Charlie McGettigan), es el país con más victorias en su haber, con siete: 1970, 1980, 1987, 1992, 1993, 1994 y 1996 y la ciudad Irlandesa Dublín es la ciudad europea que más veces ha sido sede del Festival, con 6 veces

## Listas
| Lista               | Posición |
| ------------------- | -------- |
| Irish Singles Chart | 1        |